# فرودگاه شهرستان شارلوت
فرودگاه شارلوت کانتی (به انگلیسی: Charlotte County Airport) یک فرودگاه همگانی بهره‌برداری هوایی با کد یاتا PGD است که یک باند فرود آسفالت دارد و طول باند آن ۲۰۴۱ متر است. این فرودگاه در شهر شهرستان شارلوت، فلوریدا کشور ایالات متحده آمریکا قرار دارد و در ارتفاع ۸ متری از سطح دریا واقع شده‌است.